# Alfred Fouillée
Alfred Jules Émile Fouillée (La Pouëze, 18 de octubre de 1838-Lyon, 16 de enero de 1912), filósofo francés del Positivismo espiritualista.
Enseñó en los liceos de Douai, Montpellier y Burdeos y en la École Normale Supérieure de París, pero en consecuencia abandonó a los tres años a causa de su quebrantada salud. Escribió La philosophie de Platon y La philosophie de Socrate, que obtuvieron premios de la Academia de Ciencias. También fueron muy divulgados sus ensayos La liberté et le déterminisme (1872), refundición de su tesis doctoral; Critique des systèmes de morale contemporaine (1883), El porvenir de la metafísica fundada en la experiencia (1889), La psicología de las ideas-fuerzas (1893), Le mouvement idéaliste et la réaction contre la science positive (1895), La morale des idées-forces (1908) y Esquisse d'une interprétation du monde (1912). 
Como filósofo suele ser clasificado dentro del Positivismo espiritualista pregonado por Wundt. Es el creador del concepto de ideas-fuerza, “que integran en unidad indisoluble los elementos aparentemente antagónicos de la actividad y de la pasividad, de la acción y de la inteligencia, de la libertad y del determinismo” (José Ferrater Mora). 

## Obras
- L'Idee moderne du droit en Allemagne, en Angleterre et en France (Paris, 1878)
- La Science sociale contemporaine (1880)
- La Propriete sociale et la democratie (1884)
- Critique des systèmes de morale contemporains (1883)
- La Morale, l'art et la religion d'apres Guyau (1889)
- L'Avenir de la metaphysique fondée sur l'experience (1889)
- L'Enseignement au point de vue national (1891)
- Descartes (1893)
- Temperament et caractere (2nd ed., 1895)
- Le Mouvement positiviste et la conception sociologique du monde (1896)
- Le Mouvement idealism et la reaction contre la science positive (1896)
- La Psychologie du peuple français (2nd ed., 1898)
- La France au point de vue moral (1900)
- L'Esquisse psychologique des peuples européens (1903)
- Nietzsche et "l'immoralisme" (1903)
- Le Moralisme de Kant (1905)
- Existence et développement de la volonté
- Note sur Nietzsche et Lange: «le retour éternel»
- Le Socialisme et la sociologie réformiste
- Humanitaires et libertaires au point de vue sociologique et moral, publicado por Augustin Guyau, Paris, F. Alcan, "Bibliothèque de philosophie contemporaine", 1914.